# Superstiti dell'Olocausto

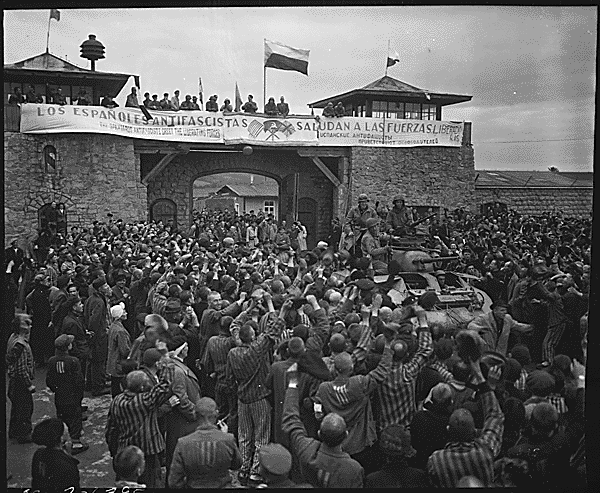
Liberazione del campo di concentramento di Mauthausen

I superstiti dell'Olocausto sono tutte quelle persone che sopravvissero alle misure di persecuzione razziale e politica, di pulizia etnica e al genocidio messo in atto dalla Germania durante il regime nazista e dai suoi alleati, tra il 1933 e il 1945.

## Definizione
Esistono modi diversi di definire la categoria di "superstiti dell'Olocausto". Il dibattito è tuttora aperto, specialmente in riferimento alle sue implicazioni legali, legate al diritto individuale di ricevere compensazioni per le persecuzioni subite. In senso stretto, il termine si riferisce in primo luogo agli ebrei che sopravvissero nei ghetti e nei campi di concentramento, lavoro coatto e sterminio nazisti e quindi a tutti gli ex-deportati non ebrei (rom, disabili, omosessuali, ecc.) che condivisero per motivi razziali o politici la stessa sorte. In senso più ampio, il termine si applica anche a tutti coloro che a questo destino si sottrassero con la fuga come rifugiati, o vivendo in clandestinità, nascosti sotto falsa identità, o unendosi alla lotta partigiana. In quanto sottoposto a un progetto collettivo di sterminio, ogni ebreo (o rom) che si trovò a vivere nei territori controllati dal regime nazista è stato in qualche modo un superstite dell'Olocausto. Lo stesso vale per le migliaia di persone che per motivi razziali o politici furono sottoposte a lavoro coatto e a misure di detenzione o comunque esposte a situazioni e condizioni di vita che misero a repentaglio la loro esistenza. In base alla definizione data, cambia specularmente, in senso più stretto o più ampio, anche la definizione della categoria delle "vittime dell'Olocausto".
In ambito ebraico, Sh'erit ha-Pletah (in ebraico: שארית הפליטה, letteralmente: il superstite) è il termine biblico (Libri delle Cronache 4:43) usato dagli ebrei sopravvissuti alla Shoah per riferirsi a sé stessi e le comunità che essi formano, in seguito alla loro liberazione nella primavera del 1945.

## Statistiche relative ai superstiti della Shoah, paese per paese
Gli ebrei furono il gruppo più direttamente esposto a genocidio. La percentuale dei superstiti varia da paese a paese. Fu più alta laddove lo sterminio fu evitato, limitato o ritardato da fattori logistici o dall'opposizione dei governi locali o dalla resistenza delle popolazioni non ebree. Quasi tutti gli ebrei che vivevano in Albania, Bulgaria, Danimarca e Finlandia sopravvissero all'Olocausto. Alte percentuali di sopravvivenza (attorno all'80%) si ebbero anche in Italia e in Francia (dove l'antisemitismo era più debole). In Polonia, nei Paesi baltici, nelle zone dell'Unione Sovietica e dei Balcani occupate dai tedeschi si ebbero invece percentuali di sopravvivenza inferiori al 20%. Per quanto riguarda gli ebrei tedeschi e austriaci va tenuto presente che per molti di loro si offrirono inizialmente maggiori opportunità di emigrazione. Le percentuali dell'Unione Sovietica si riferiscono al dato complessivo degli ebrei ivi residenti, il quale annovera tra i superstiti anche i circa 1.500.000 ebrei che vivendo nei territori non soggetti all'occupazione nazista non furono direttamente toccati dall'Olocausto (nelle zone occupate le percentuali di sopravvivenza furono comparabili a quelle della Polonia, ovvero non superiori al 10%).
Le percentuali di superstiti paese per paese possono essere così quantificate (i dati sono indicativi per approssimazione e sono misurati in relazione al numero di ebrei che vivevano in un territorio sotto controllo dei nazisti o dei loro alleati prima dell'inizio della seconda guerra mondiale):
| Paese            | Popolazione ebraica | Vittime         | Superstiti      |
| ---------------- | ------------------- | --------------- | --------------- |
| Albania          | 200                 | 0? (0%)         | 200? (100%)     |
| Austria          | 185 000             | 65 500 (35%)    | 119 500 (65%)   |
| Belgio           | 90 000              | 24 000 (27%)    | 66 000 (73%)    |
| Cecoslovacchia   | 354 000             | 260 000 (73%)   | 94 000 (27%)    |
| Bulgaria         | 50 000              | 0? (0%)         | 50 000 (100%)   |
| Danimarca        | 7 500               | 100 (1%)        | 7 400 (99%)     |
| Estonia          | 4 500               | 950 (21%)       | 3 550 (89%)     |
| Finlandia        | 2 000               | 7 (0%)          | 1 993 (99%)     |
| Francia          | 300 000             | 74 000 (24%)    | 226 000 (76%)   |
| Germania         | 237 500             | 165 000 (69%)   | 72 500 (31%)    |
| Grecia           | 71 500              | 60 000 (84%)    | 11 500 (16%)    |
| Italia           | 43 000              | 8 000 (18%)     | 35 000 (82%)    |
| Lettonia         | 93 500              | 70 000 (75%)    | 23 500 (25%)    |
| Lituania         | 153 000             | 130 000 (85%)   | 23 000 (15%)    |
| Lussemburgo      | 4 000               | 1 200 (30%)     | 2 800 (70%)     |
| Norvegia         | 1 800               | 750 (45%)       | 1 050 (55%)     |
| Paesi Bassi      | 140 000             | 102 000 (73%)   | 38 000 (27%)    |
| Polonia          | 3 350 000           | 3 000 000 (90%) | 350 000 (10%)   |
| Romania          | 757 000             | 260 000 (35%)   | 497 000 (65%)   |
| Unione Sovietica | 3 028 500           | 1 340 000 (44%) | 1 688 500 (56%) |
| Ungheria         | 825 000             | 564 500 (69%)   | 260 500 (31%)   |
| Jugoslavia       | 82 000              | 67 000 (81%)    | 15 000 (19%)    |

## Modalità di sopravvivenza
Nel periodo tra il 1933 e il 1945, le politiche razziali e repressive del regime nazista posero milioni di persone nella condizione di dover lottare per la propria sopravvivenza. Di fronte a circa 17 milioni di vittime dell'Olocausto (tra cui 6 milioni di ebrei), i perseguitati che sopravvissero furono una minoranza: non più di un terzo dei 9 milioni di ebrei europei, i 3/4 del milione di rom europei, un numero limitato tra i "politici", disabili, slavi o altri gruppi che furono deportati nei ghetti e nei campi di concentramento e sterminio. La sopravvivenza, quando fu possibile, si realizzò attraverso quattro vie principali: l'emigrazione, la clandestinità, la lotta partigiana, e la resistenza individuale.

### Emigrazione
Con l'inizio delle persecuzioni razziali, la fuga e l'emigrazione fu per moltissimi l'unica alternativa possibile. Il problema è che furono pochi i paesi disponibili ad accogliere i rifugiati e con quote inferiori alle richieste. Un caso che fece molto scalpore fu quello degli oltre 900 passeggeri della nave St. Louis, costretta a fare ritorno in Europa dalle coste nordamericane. Non sempre l'emigrazione produsse i risultati sperati: circa 100.000 tra i 340.000 ebrei che dalla Germania e l'Austria si erano trasferiti in altri paesi, si rifugiarono nell'Europa continentale per ritrovarsi poi comunque durante la guerra sotto occupazione nazista.
Pur di garantire la loro incolumità, molte famiglie si convinsero ad iscrivere i loro bambini in speciali trasporti (i cosiddetti Kindertransport) cui per ragioni umanitarie fu concesso l'espatrio in Inghilterra, negli Stati Uniti o in Palestina. La maggior parte di quei bambini sarebbero rimasti orfani.
Lo scoppio della guerra, con la conseguente chiusura delle frontiere tra i paesi belligeranti, significò un'ulteriore riduzione delle possibilità di emigrazione, ora limitata ai pochi paesi rimasti "neutrali" in Europa. Furono 100.000 i rifugiati in Spagna e Portogallo, 30.000 in Svizzera. La Svezia accolse significativi gruppi di ebrei norvegesi e la quasi totalità degli ebrei danesi.
Nel 1939 decine di migliaia di ebrei si rifugiarono dalla Polonia occidentale (ora in mano tedesca) alla Polonia orientale (ora in mano sovietica). La maggior parte di loro si ritrovarono comunque sotto occupazione nazista con l'inizio dell'invasione tedesca nel maggio 1941. L'Operazione Barbarossa avvenne così rapidamente da non lasciar loro tempo di fuga ulteriore. A trovare scampo furono solo coloro che si erano spinti più ad est nei territori dell'Unione Sovietica o vi erano stati trasferiti o deportati per motivi politici o dall'Unione Sovietica erano riusciti ad emigrare in altri paesi.
Per quanto ai rifugiati fossero risparmiati gli orrori dell'Olocausto, la vita dei rifugiati (separati dai loro familiari e dal loro paese) non fu facile e per i più fu un viaggio senza ritorno alla loro patria di origine.

### Clandestinità
Di fronte all'impossibilità dell'emigrazione, la vita in clandestinità rappresentava almeno a livello teorico un'alternativa. In realtà solo un numero relativamente limitato di perseguitati la poté perseguire. In alcuni paesi dove la popolazione ebraica era più integrata fu più facile che in altri. Vivere in clandestinità richiedeva tuttavia soluzioni non facili, soprattutto da sostenersi a lungo termine: bisognava poter contare sulla fedeltà degli amici, l'omertà dei vicini, carte false per i controlli, accesso a fonti di sostentamento. Le leggi naziste, imposte attraverso continui rastrellamenti e ferrei controlli polizieschi, condannavano alla morte chiunque avesse aiutato i perseguitati. Bisognava quindi fare i conti con i diffusi sentimenti antisemiti e le carenze e la povertà generale in tempo di guerra, che rendevano desiderabili le ricompense promesse ai delatori. Alcuni diari dell'Olocausto o Libri di memorie sull'Olocausto ci raccontano alcune di queste vicende, alcune a lieto fine almeno sul piano individuale (Emanuele Pacifici, Joseph Joffo), altre conclusesi tragicamente (Anna Frank, Otto Wolf). Molti bambini e adolescenti, come Géza Vermes e Jean-Marie Lustiger, furono affidati a amici o a istituti religiosi cattolici o, come Roman Polański e Mario Capecchi, vissero in bande di ragazzi di strada. Tra le persone sopravvissute in clandestinità nei territori occupati dai nazisti ci sono molte altre personalità famose come Rita Levi-Montalcini, François Englert, Roald Hoffmann, Carlo Levi, Franca Valeri, Guido Alberto Fano, e Curt Lowens, solo per citarne alcune.

### Lotta partigiana
Un'altra opzione possibile, seppur limitatamente ad alcune zone ed alcuni paesi, era quella di unirsi ai gruppi partigiani. Molti di questi gruppi comunque non erano immuni da quegli stessi pregiudizi razziali o politici dai quali si cercava di sfuggire ed erano in genere restii ad accollarsi il peso di provvedere al sostentamento di persone che non fossero armate e "abili" alla lotta partigiana. Solo pochi gruppi di partigiani accolsero nella foresta gruppi di anziani, donne e bambini; tra di essi il più importante fu quello guidato in Bielorussia dai Fratelli Bielski. Per i combattenti furono anni di lotta spietata, in un contesto in cui l'unico modo di sopravvivenza era quello di mettere ogni giorno a repentaglio la propria vita. Numerosi perseguitati si esposero anche in azioni di resistenza civile. In Italia, ebrei come Raffaele Cantoni, Massimo Teglio, Giorgio Nissim, e Settimio Sorani furono tra gli esponenti di maggior rilievo della DELASEM, l'organizzazione che tanta parte ebbe nell'assistenza dei perseguitati tra il 1943 e il 1945. Vittorio Foa e Umberto Terracini furono autorevoli esponenti politici della Resistenza italiana.

### Nei campi di concentramento
Per coloro che si trovarono intrappolati nei ghetti e subirono l'arresto nei continui rastrellamenti, la situazione fu certo la più tragica. Laddove non morissero per malattia, di stenti o per le dure condizioni di trasporto, per essi si prospettava la morte lenta dei campi di lavoro o quella rapida nei campi di sterminio. La sopravvivenza in questi casi fu legata unicamente alla resistenza fisica individuale e ad una serie di circostanze fortuite che "ritardarono" la morte fino alla liberazione con l'arrivo delle truppe alleate. Secondo i registri stessi stilati dai nazisti, nel gennaio 1945 restavano nei campi 714 211 prigionieri, ma non tutti erano ancora in vita al momento della liberazione che in alcuni casi avvenne solo a fine aprile-inizio maggio. Ai liberatori i campi offrirono lo spettacolo di prigionieri stremati dalla fame, dalle malattie e dalle marce della morte. Si calcola che a quel punto siano stati circa 500.000 i superstiti dai campi di concentramento, di cui 200.000 ebrei. Almeno il 10-20% di loro morirono nelle settimane successive alla liberazione perché troppo deboli e malati mentre altri commisero suicidio. Il numero si riduce così a circa 400-420.000 persone di cui 150-170.000 ebrei. Tra di loro anche un migliaio di italiani, sopravvissuti ai campi di sterminio, tra cui Primo Levi, Liliana Segre, Piero Terracina, Mario Limentani, Settimia Spizzichino, Sami Modiano e molti altri.

## La sorte dei superstiti
Per la maggior parte dei superstiti dell'Olocausto, la liberazione segnò l'inizio di anni difficili. Per molti degli ex-deportati furono necessari mesi di cure mediche per poter riprendere le forze. Per tutti cominciò la ricerca (spesso infruttuosa) dei familiari superstiti. Solo per pochi c'era una casa o una famiglia in cui rientrare. In molte zone d'Europa l'Olocausto aveva cancellato intere comunità. In Polonia episodi di violenza antisemita (Pogrom di Kielce) continuarono a ripetersi anche dopo la fine della guerra. Moltissimi ebrei preferirono lasciare l'Europa ed emigrare o in Israele o negli Stati Uniti. Significò dover imparare nuove lingue, adattarsi a un diverso paese e ad una nuova cultura, oltre che fare i conti con i propri traumi e le proprie memorie. La voglia collettiva di dimenticare e di ricominciare nel dopoguerra mise in secondo piano l'ascolto ai loro racconti e l'attenzione ai loro bisogni. Bisognerà aspettare fino agli anni Novanta perché si creasse un interesse diffuso per le loro vicende.

## I testimoni

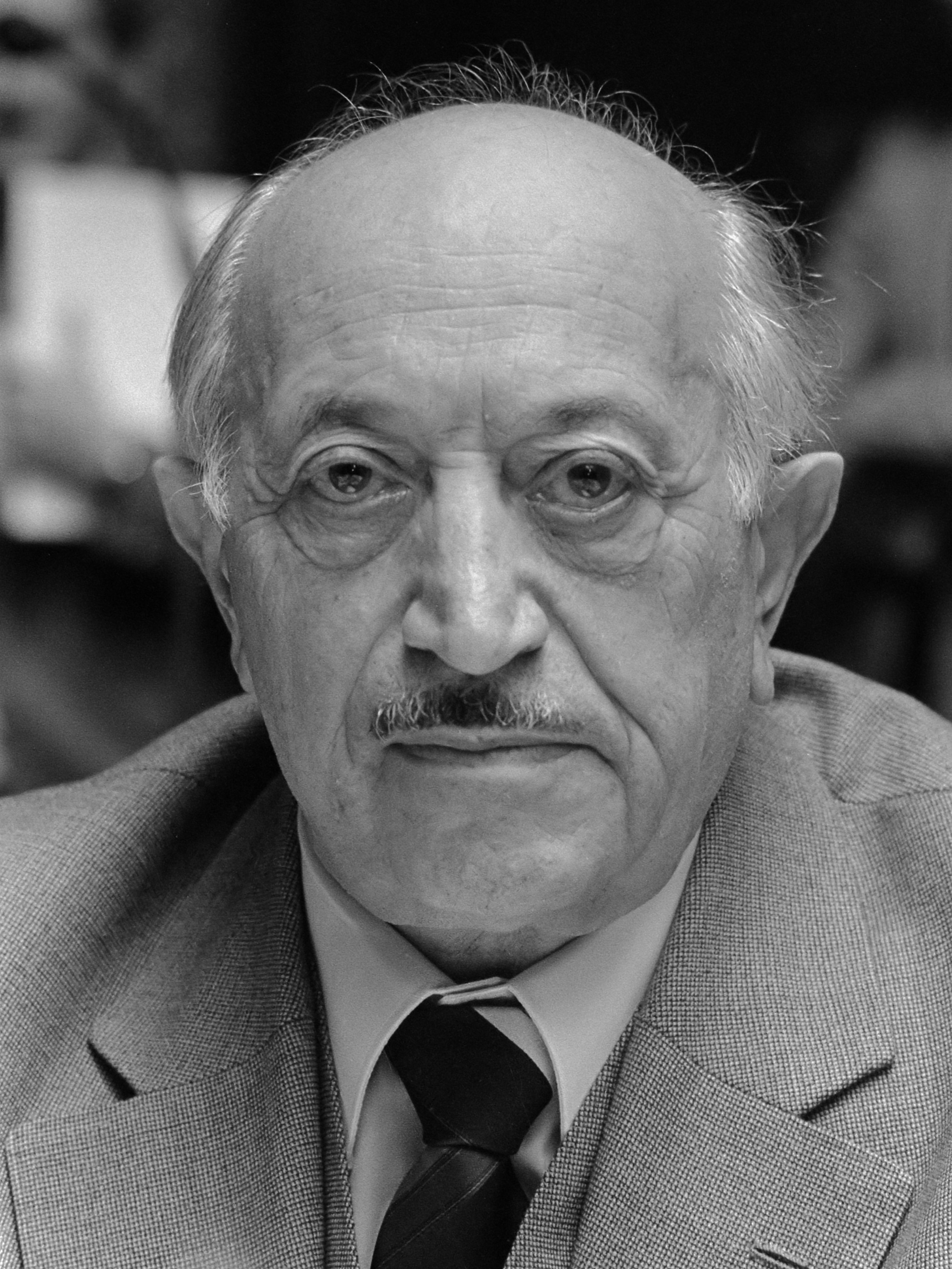
Simon Wiesenthal

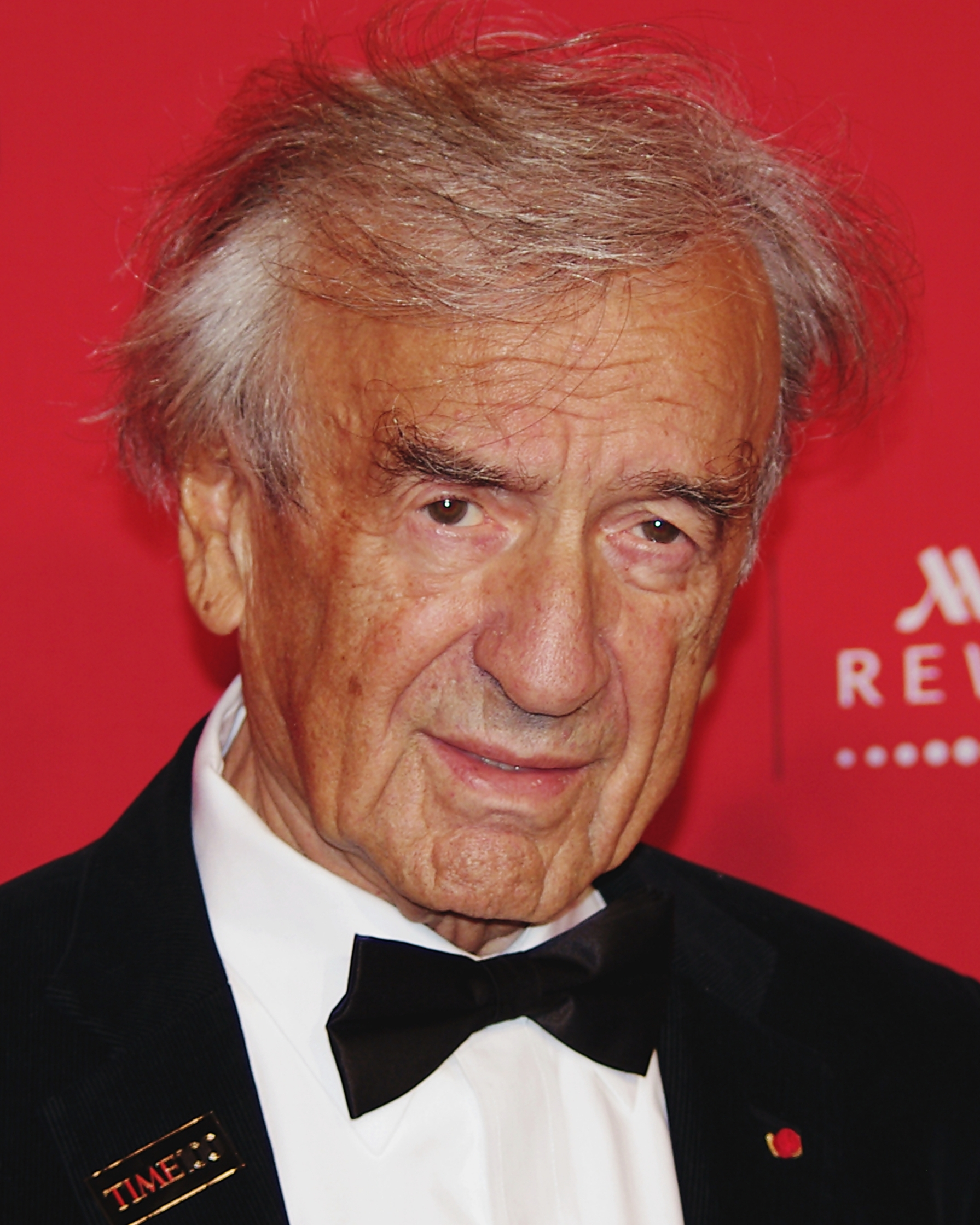
Elie Wiesel

Su coloro che sopravvissero all'Olocausto ricadde anche la responsabilità di esserne i principali testimoni. I superstiti furono immediatamente chiamati a rendere la loro testimonianza nei numerosi processi che subito si aprirono contro i responsabili dell'Olocausto, come è il caso di Mordechaï Podchlebnik e Szymon Srebrnik (riguardo a Chełmno), Otto Wolken e Luigi Ferri (Auschwitz), o Jules Schelvis (Sobibor).
Non ci fu tuttavia alcun sforzo sistematico di raccogliere le testimonianze di vita dei sopravvissuti, se non in alcuni casi isolati, tra i quali il più notevole fu quello dello psicologo americano David P. Boder che nel 1946 viaggiò in Europa registrando le voci di 130 sopravvissuti.
Alcuni superstiti assunsero un ruolo pubblico di primo piano. Jules Isaac, storico ebreo-francese, sopravvissuto in clandestinità durante la guerra, perdendo la moglie e la figlia, dopo la guerra si fece promotore del dialogo ebraico-cristiano come antidoto all'antisemitismo. Il suo messaggio viene accolto nel 1947 da un gruppo di teologi di varie confessioni cristiane e di ebrei impegnati in un incontro nella cittadina svizzera di Seelisberg (Conferenza di cristiani ed ebrei di Seelisberg) che, sotto la regia di Isaac, ne fanno la base dei Dieci punti di Seelisberg, ancora oggi carta fondante del dialogo ebraico-cristiano e che avranno un'influenza determinante nella stesura della dichiarazione Nostra aetate al Concilio Vaticano II. Simon Wiesenthal, assieme ad altri trenta volontari, fondo nel 1947 il "Centro di documentazione ebraica" a Linz, in Austria, per raccogliere informazioni per futuri processi. Da allora Wiesenthal rimarrà una figura centrale nella caccia ai criminali nazisti, sfuggiti alla giustizia. Il giurista Raphael Lemkin, rifugiato in Svezia, fu il primo a coniare il termine "genocidio" e a promuovere nel 1951 l'approvazione della "Convenzione per la prevenzione e la repressione del delitto di genocidio".
Alcuni altri superstiti dopo la guerra vollero fissare per iscritto i loro ricordi e presero l'iniziativa di offrirli ai lettori, perché conoscessero la realtà dell'Olocausto. Tra i primi autori a pubblicare libri di memorie sull'Olocausto ci furono Georges Wellers, Miklós Nyiszli, Jean Améry, Elie Wiesel (Premio Nobel 1986), Imre Kertész (Premio Nobel 2002) e, in Italia, Liliana Segre, Liana Millu, Primo Levi, Bruno Piazza e Edith Bruck. Furono loro a tenere in vita per decenni la memoria dell'Olocausto a livello internazionale.
L'Istituto Yad Vashem fu fondato a Gerusalemme già nel 1953 con lo scopo di preservare la memoria dell'Olocausto, ma è solo a partire dagli anni Novanta che si riaccende, nell'opinione pubblica, l'interesse sulle storie dei sopravvissuti, e comincia così una corsa frenetica contro il tempo per raccoglierne il maggior numero possibile da parte di istituti specializzati come lo United States Holocaust Memorial Museum o, in Italia, il Centro di Documentazione Ebraica Contemporanea. Si moltiplicano le pubblicazioni di libri di memorie sull'Olocausto e la produzione di film sull'Olocausto incentrati su esperienze di sopravvivenza. I superstiti ancora in vita sono chiamati con sempre maggior frequenza a dare pubblicamente la loro testimonianza, specialmente nelle scuole.

## Altri superstiti famosi
Molte sono le persone famose che furono direttamente colpite dall'Olocausto. Alcune erano note all'opinione pubblica internazionale già prima dell'Olocausto, altre lo sono divenute nella loro vita adulta dopo aver fatto esperienza delle persecuzioni da giovani o da bambini. Gli elenchi seguenti non hanno ovviamente alcun carattere esaustivo ma intendono solo offrire alcuni esempi di come l'Olocausto abbia segnato la vita di persone altrimenti celebri per la loro professione. Tra i superstiti dell'Olocausto ci sono attori, scrittori, scienziati, premi Nobel. Per molti di loro l'Olocausto è spesso un capitolo dai più ignorato della loro biografia.

### Arte
| Nome          | Nascita / Morte | Nazionalità | Professione       | Note                                 |
| ------------- | --------------- | ----------- | ----------------- | ------------------------------------ |
| Carpi, Aldo   | 1886-1973       | italiana    | pittore, scultore | sopravvissuto a Gusen I (Mauthausen) |
| Chagall, Marc | 1887-1985       | bielorussa  | pittore           | fugge clandestinamente in Spagna     |
| Levi, Carlo   | 1902-1975       | italiana    | pittore           | vive in clandestinità in Italia      |
| Mušič, Zoran  | 1909-2005       | slovena     | pittore           | sopravvive a Dachau                  |

### Cinema, teatro, televisione
| Nome            | Nascita / Morte | Nazionalità | Professione  | Note                                                       |
| --------------- | --------------- | ----------- | ------------ | ---------------------------------------------------------- |
| Dalio, Marcel   | 1900-1983       | francese    | attore       | si rifugia negli Stati Uniti                               |
| Lorre, Peter    | 1904-1964       | ungherese   | attore       | si rifugia negli Stati Uniti                               |
| Lowens, Curt    | 1925-2017       | tedesca     | attore       | vive sotto falsa identità nei Paesi Bassi                  |
| Marceau, Marcel | 1923-2007       | francese    | attore, mimo | vive in clandestinità in Francia, unendosi alla Resistenza |
| Pitt, Ingrid    | 1937-2010       | polacca     | attrice      | sopravvive al campo di concentramento di Stutthof          |
| Polański, Roman | 1933            | polacca     | regista      | vive sotto falsa identità in Polonia                       |
| Reisz, Karel    | 1926-2002       | ceca        | regista      | giunge in Inghilterra con un Kindertransport               |
| Sakall, S.Z.    | 1883-1955       | ungherese   | attore       | si rifugia negli Stati Uniti                               |
| Valeri, Franca  | 1920-2020       | italiana    | attrice      | vive sotto falsa identità in Italia                        |
| Wilder, Billy   | 1906-2002       | austriaca   | regista      | si rifugia negli Stati Uniti                               |

### Letteratura, giornalismo
| Nome                 | Nascita / Morte | Nazionalità      | Professione        | Note                                        |
| -------------------- | --------------- | ---------------- | ------------------ | ------------------------------------------- |
| Appelfeld, Aharon    | 1932-2018       | rumena           | scrittore          | si unisce ad un gang di fuorilegge          |
| Bassani, Giorgio     | 1916-2000       | italiana         | scrittore          | vive in clandestinità in Italia             |
| Friedländer, Saul    | 1932            | francese         | scrittore          | vive sotto falsa identità in Francia        |
| Giordano, Ralph      | 1923-2014       | tedesca          | giornalista        | vive nascosto in Germania                   |
| Klíma, Ivan          | 1931            | ceca             | scrittore          | sopravvive a Terezín.                       |
| Lustig, Arnošt       | 1926-2011       | ceca             | scrittore          | sopravvive a Terezín e Auschwitz            |
| Massaquoi, Hans      | 1926-2013       | tedesca          | giornalista        | vive nascosto in Germania                   |
| Orvieto, Angiolo     | 1869-1967       | italiana         | poeta              | vive nascosto in un Istituto francescano.   |
| Marcel Reich-Ranicki | 1920-2013       | polacca, tedesca | critico letterario | sopravvive al ghetto di Varsavia            |
| Rajchman, Chil       | 1914-2004       | polacca          | scrittore          | Sopravvive a Treblinka ed emigra in Uruguay |
| Sutzkever, Abraham   | 1913-2010       | bielorussa       | poeta              | si unisce ai partigiani                     |
| Springer, Elisa      | 1918-2004       | austriaca        | scrittrice         | sopravvive ad Auschwitz                     |

### Musica
| Nome                       | Nascita / Morte | Nazionalità | Professione           | Note                                          |
| -------------------------- | --------------- | ----------- | --------------------- | --------------------------------------------- |
| Ančerl, Karel              | 1908-1973       | ceca        | direttore d'orchestra | sopravvive a Terezín e Auschwitz              |
| Arnič, Blaž                | 1901-1970       | slovena     | compositore           | sopravvive a Dachau                           |
| Castelnuovo-Tedesco, Mario | 1895-1968       | italiana    | compositore, pianista | si rifugia negli Stati Uniti                  |
| Fano, Guido Alberto        | 1875-1961       | italiana    | compositore, pianista | vive nascosto ad Assisi dai Padri Francescani |
| Herz-Sommer, Alice         | 1903-2014       | ceca        | pianista              | sopravvive a Terezín                          |
| Szpilman, Władysław        | 1911-2000       | polacca     | pianista              | sopravvive al Ghetto di Varsavia              |
| Tamir, Alexander           | 1931-2019       | lituana     | pianista              | sopravvive al Ghetto di Vilnius               |

### Politica, economia, scienze umane
| Nome                | Nascita / Morte | Nazionalità | Professione                                     | Note                                                    |
| ------------------- | --------------- | ----------- | ----------------------------------------------- | ------------------------------------------------------- |
| Buergenthal, Thomas | 1934-2023       | slovacca    | giudice della Corte Internazionale di Giustizia | Sopravvive ad Auschwitz                                 |
| Kahneman, Daniel    | 1934-2024       | francese    | economista (Premio Nobel 2002)                  | vive in clandestinità in Francia                        |
| Mandel, Ernest      | 1923-1995       | belga       | economista                                      | sopravvive al campo di concentramento di Dora-Mittelbau |
| Modigliani, Franco  | 1918-2003       | italiana    | economista (Premio Nobel 1985)                  | si rifugia negli Stati Uniti                            |
| Momigliano, Arnaldo | 1908-1987       | italiana    | storico delle religioni                         | si rifugia in Inghilterra                               |
| Mondolfo, Rodolfo   | 1877-1976       | italiana    | filosofo                                        | si rifugia in Argentina                                 |
| Veil, Simone        | 1927-2017       | francese    | politica                                        | sopravvive ad Auschwitz                                 |
| Vermes, Géza        | 1924-2013       | ungherese   | storico delle religioni                         | vive in un seminario cattolico                          |
| Liliana Segre       | 1930            | italiana    | attivista e politica                            | sopravvive al campo di concentramento di Auschwitz      |

### Religione
| Nome                 | Nascita / Morte | Nazionalità | Professione         | Note                                 |
| -------------------- | --------------- | ----------- | ------------------- | ------------------------------------ |
| Baeck, Leo           | 1873-1956       | tedesca     | rabbino             | sopravvive a Terezín                 |
| Cassuto, Umberto     | 1883-1951       | italiana    | rabbino             | si rifugia in Palestina              |
| Lau, Yisrael Meir    | 1937            | polacca     | rabbino             | sopravvive a Buchenwald              |
| Lustiger, Jean-Marie | 1926-2007       | francese    | vescovo             | vive sotto falsa identità in Francia |
| Niemöller, Martin    | 1892-1984       | tedesca     | pastore protestante | sopravvive a Dachau                  |
| Toaff, Elio          | 1915-2015       | italiana    | rabbino             | si unisce alla Resistenza            |

### Scienza, medicina, psicologia
| Nome                  | Nascita / Morte | Nazionalità | Professione                         | Note                                                                                           |
| --------------------- | --------------- | ----------- | ----------------------------------- | ---------------------------------------------------------------------------------------------- |
| Capecchi, Mario       | 1937            | italiana    | genetista (Premio Nobel 2007)       | vive in una banda di ragazzi di strada, quando la madre è deportata come "dissidente" a Dachau |
| Charpak, Georges      | 1924-2010       | polacca     | fisico (Premio Nobel 1992)          | sopravvive a Dachau                                                                            |
| Englert, François     | 1932            | belga       | fisico (Premio Nobel 2013)          | vive nascosto sotto falsa identità in Belgio                                                   |
| Frankl, Viktor        | 1905-1997       | austriaca   | neurologo, psichiatra               | sopravvive a Auschwitz e Dachau                                                                |
| Hoffmann, Roald       | 1937            | polacca     | chimico (Premio Nobel 1981)         | vive nascosto in un attico per 18 mesi                                                         |
| Kohn, Walter          | 1923-2016       | austriaca   | fisico (Premio Nobel 1998)          | giunge in Inghilterra con un Kindertransport                                                   |
| Levi-Montalcini, Rita | 1909-2012       | italiana    | neurologa (Premio Nobel 1986)       | vive nascosta sotto falsa identità in Italia                                                   |
| Levi, Primo           | 1919-1987       | italiana    | chimico                             | sopravvissuto al campo di concentramento di Auschwitz                                          |
| Luria, Salvatore      | 1912-1991       | italiana    | medico, biologo (Premio Nobel 1969) | si rifugia negli Stati Uniti                                                                   |
| Penzias, Arno         | 1933-2024       | tedesca     | fisico (Premio Nobel 1978)          | giunge in Inghilterra con un Kindertransport                                                   |
| Rossi, Bruno          | 1905-1993       | italiana    | fisico                              | si rifugia negli Stati Uniti                                                                   |
| Segrè, Emilio         | 1905-1989       | italiana    | fisico (Premio Nobel 1959)          | si rifugia negli Stati Uniti                                                                   |
| Steinberger, Jack     | 1921-2020       | tedesca     | fisico (Premio Nobel 1988)          | giunge negli Stati Uniti con un Kindertransport                                                |

### Sport
| Nome          | Nascita / Morte | Nazionalità | Professione                                          | Note                                      |
| ------------- | --------------- | ----------- | ---------------------------------------------------- | ----------------------------------------- |
| Ernő Erbstein | 1898-1949       | ungherese   | calciatore, allenatore (in Italia del Grande Torino) | tra gli ebrei salvati da Raoul Wallenberg |

## Film sui superstiti della Shoah
- Unzere Kinder, regia di Nathan Gross (1948)
- Odissea tragica (The Search), regia di Fred Zinnemann (1948)
- I perseguitati (The Juggler), regia di Edward Dmytryk (1953)
- Singing in the Dark, regia di Max Nosseck (1956)
- Exodus, regia di Otto Preminger (1960)
- L'uomo del banco dei pegni (The Pawnbroker), regia di Sidney Lumet (1964)
- La vita davanti a sé (La vie devant soi), regia di Moshé Mizrahi (1977)
- A Call to Remember, regia di Jack Bender (1997)
- Simon Konianski, regia di Micha Wald (2009)
- Anita B., regia di Roberto Faenza (2014)

### Saggi storici sui problemi posti dalla scomparsa dei testimoni superstiti
- David Bidussa, Dopo l'ultimo testimone, Torino, Giulio Einaudi Editore, 2009, ISBN 978-88-06-19262-4.